# ブリジェット・マルクヮルト
ブリジェット・マルクヮルト（Bridget Marquardt、1973年9月25日 - ）はアメリカ合衆国のモデル。
オレゴン州ティラムック出身。